# Johann Joseph Putz

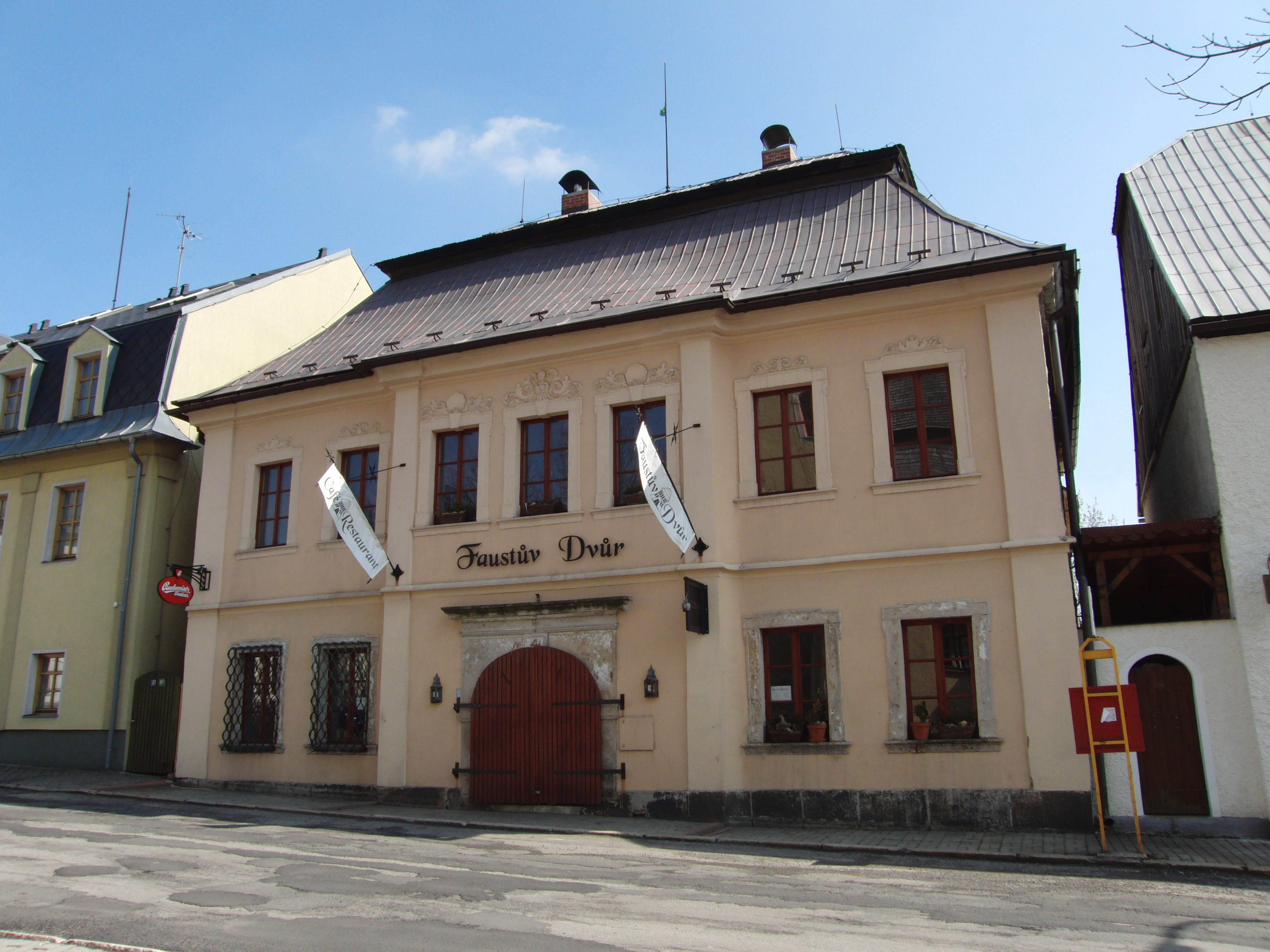
Wohnhaus in Platten, das Joseph Putz 1709 erbauen ließ

Johann Joseph Putz kurz Joseph Putz (getauft 8. Februar 1672 in Platten; begraben 8. August 1730 ebenda) war ein frühzeitlicher böhmischer Unternehmer. Er war kaiserlicher Zolleinnehmer, Blaufarbenwerksbesitzer und Bergwerkseigentümer.

## Geschichte
Er wurde im böhmischen Platten im Erzgebirge in eine Beamtenfamilie geboren. Seine Eltern waren der kaiserliche Zolleinnehmer und Bergzehntner Johann Putz († 1697) und dessen Ehefrau Elisabeth geb. Ziegner († 1705), aus der Glasmacherfamilie Ziegner. Sein Großvater Georg Putz († 1635) bekleidete das Amt des Hauptmannes der czerninischen Herrschaft Neudek. Sein Bruder war der geadelte Bergmeister und Blaufarbenwerksbesitzer Christoph Adalbert Putz (1658–1726).    
Joseph Putz erlernte den Beruf des Posamentierers. Später war er als Handelsmann tätig. Als Farbmacher besaß er im nahegelegenen Breitenbach ein Farbmühle, die blaue Kobaltfarbe produzierte. 1691 heiratet er die Tochter des kaiserlichen Zolleinnehmers Theodor Sichelbarth († 1710). Sie war die Schwester des Zolleinnehmers und Kunstmalers Thaddäus Sichelbarth und Tante des Jesuiten Ignaz Sichelbarth (1708–1780). Seit 1709 erscheint Joseph Putz in den Matriken selbst als kaiserlicher Zoll- und Ungeldbereiter des Preßnitzer Quartiers. Zudem war er in seiner Heimatstadt Mitglied des Rats. Etwa zur gleichen Zeit ließ er in Platten am Marktplatz ein stattliches Bürgerhaus, das früher die Nummer 4 und heute die Nummer 1 trägt, erbauen. Es wurde über Generationen von seiner Familie bewohnt. Seit 1719 betrieb er den Grubenkomplex St. Konrad. Dies jedoch über viele Jahre verlustreich. So hatte er bis zu seinem Lebensende eine Summe von 6.000 Gulden darauf verwendet. Kurz vor seinem Tode 1729 trug er seinen Kindern auf den Bau nicht aufzugeben, sondern in Vertrauen auf Gott fortzuführen. Aus Hoffnungslosigkeit zogen sich seine Kinder bis 1731 aus dem Vorhaben zurück. Nun betrieb das Bergwerk sein Schwiegersohn, der Stadtschreiber und kaiserliche Zolleinnehmer Johann Franz von Heßler (1693–1770) allein. Unter ihm wurde sie zur bedeutendsten Grube des Plattners Reviers im 18. Jahrhundert. Joseph Putz starb 1730 im Alter von 58 Jahren. Sein ältester Sohn, der kaiserliche Zolleinnehmer Franz Anton Putz überlebte seinen Vater nur um zwei Jahre. Darauf erbte das Bürgerhaus und die Farbmühle am Breitenbach sein noch unmündiger Enkel Joseph Putz (1727–1794). Der 31. und letzte Bergmeister des Bergamtes Kajetan Putz (1755–1825) war sein Urenkel.    

## Familie

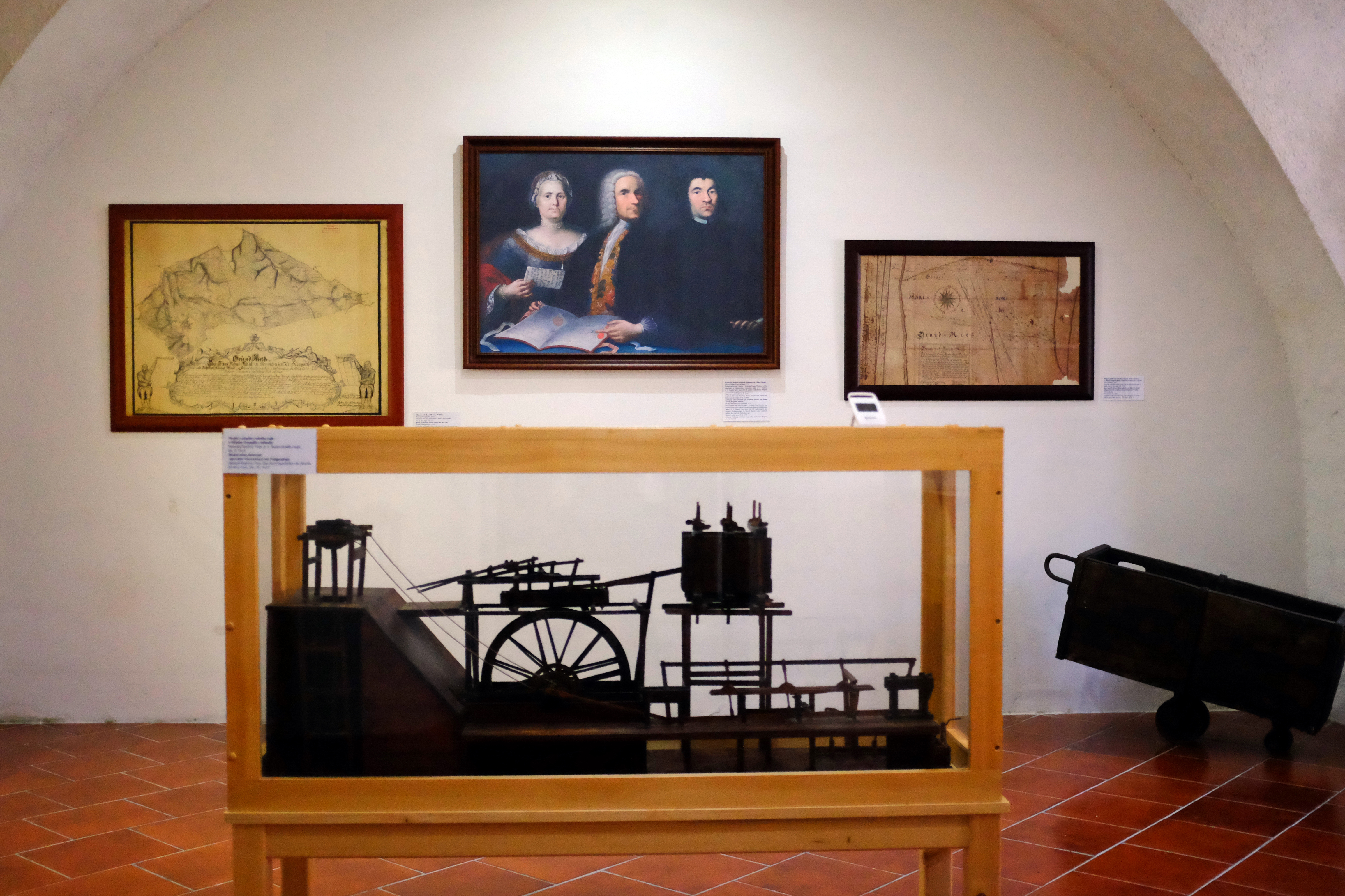
Bildnis Barbara und Franz Heßlers im Museum Horni Blatna

Er heiratete 1691 Christina bzw. Justina Dorothea Sichelbarth († 1727). Aus der Ehe gingen acht Kinder hervor, darunter:   
- Franciscus Antonius (* 1692), kaiserlicher Zolleinnehmer und Inspektor; ⚭ 1724 Maria Francisca Elster
- Anna Barbara (* 1695; † 1747); ⚭ 1723 Franciscus Heßler, Stadtschreiber und kaiserlicher Zolleinnehmer
- Anna Maria Rosina (* 1697); ⚭ 1718 Johann Christoph Hanickl, kaiserlicher Zolleinnehmer und Ratsherr
- Maria Anna (* 1699)
- Johann Wenzel Leopold (*/† 1701)
- Maria Veronica (* 1703); ⚭ 1730 Joannes Paulus Brüchl
- Maria Francisca Maximiliana (* 1709)